# Eduard Löwa
Eduard Löwa (30. srpna 1868 Pařidla – 14. října 1938 Horní Litvínov) byl československý politik německé národnosti a meziválečný poslanec Národního shromáždění za Německou sociálně demokratickou stranu dělnickou v ČSR.

## Biografie
Působil jako horník a dělnický aktivista. V domovském Horním Litvínově byl předsedou odborového sdružení horníků. Za Rakouska-Uherska se účastnil kongresů a konferencí ve Vídni. Byl členem obecního zastupitelstva a náměstkem starosty v Horním Litvínově za DSAP. Až do své smrti pracoval jako správce v domově pro horníky a hornické děti. Podle údajů k roku 1925 byl profesí horníkem v Horním Litvínově.
Po parlamentních volbách v roce 1920 získal za Německou sociálně demokratickou stranu dělnickou v ČSR (DSAP) mandát v Národním shromáždění. Poslanecké křeslo ale získal až dodatečně v roce 1925 jako náhradník poté, co zemřel poslanec Ernst Hirsch.